# 单大德
单大德（1932年—），河南新蔡人，中国人民解放军将领、中国人民解放军海军中将。
1993年，授予中国人民解放军海军中将，曾任海军航空兵部政治委员。